# Festival Francescano
Il Festival Francescano è una manifestazione di quattro giorni che si tiene ogni anno, il terzo weekend di settembre, in piazza Maggiore a Bologna, ma nata a Reggio Emilia.

## Storia
Promosso dai Frati Minori Cappuccini dell'Emilia-Romagna in collaborazione con l'Ordine Francescano Secolare e gli ordini religiosi femminili francescani, è nato in occasione dell'ottocentesimo anniversario dell'approvazione della prima regola di san Francesco d'Assisi, nel 2009, e si è svolto per la prima volta a Reggio Emilia.
Tra i personaggi del panorama culturale italiano, vi hanno preso parte nei primi anni l'economista Stefano Zamagni, la medievista Chiara Frugoni, lo storico Franco Cardini, il cantautore Lucio Dalla e la regista Liliana Cavani.
Dopo tre edizioni annuali a Reggio Emilia, il festival si è quindi spostato a Rimini, dove è rimasto per altre tre edizioni.
Nel 2012 ha ottenuto il Patrocinio del Movimento francescano italiano e nel 2014 ha ricevuto un messaggio di supporto da parte di papa Francesco.
Nel 2015 il Festival Francescano è approdato a Bologna, dove continua a svolgersi annualmente in Piazza Maggiore il terzo weekend di settembre, registrando ogni anno circa 50.000 presenze.
Tra gli ospiti principali della manifestazione, si annoverano il cardinale Matteo Maria Zuppi, prima da Arcivescovo di Bologna e poi da presidente della CEI, fra Paolo Benanti, presidente della Commissione sull'intelligenza artificiale per l'informazione del Governo italiano, Enrico Giovannini, Direttore scientifico dell'Alleanza Italiana per lo Sviluppo Sostenibile, i religiosi don Luigi Ciotti e padre Alex Zanotelli, i cantanti Francesco Gabbani e Simone Cristicchi, l'attore Giovanni Scifoni, i giornalisti Mario Calabresi, Milena Gabanelli e Cecilia Strada, i professori Romano Prodi, Vittorino Andreoli e Vandana Shiva.

## Le iniziative digitali
A partire dagli anni della pandemia di COVID-19, il festival ha iniziato a promuovere anche iniziative digitali pubbliche. Da allora, durante il corso dell'anno propone anche webinar e, inoltre, ha prodotto nel 2023 il podcast Ricalcolo, disponibile sulle piattaforme audio gratuite.